# Fysikalen

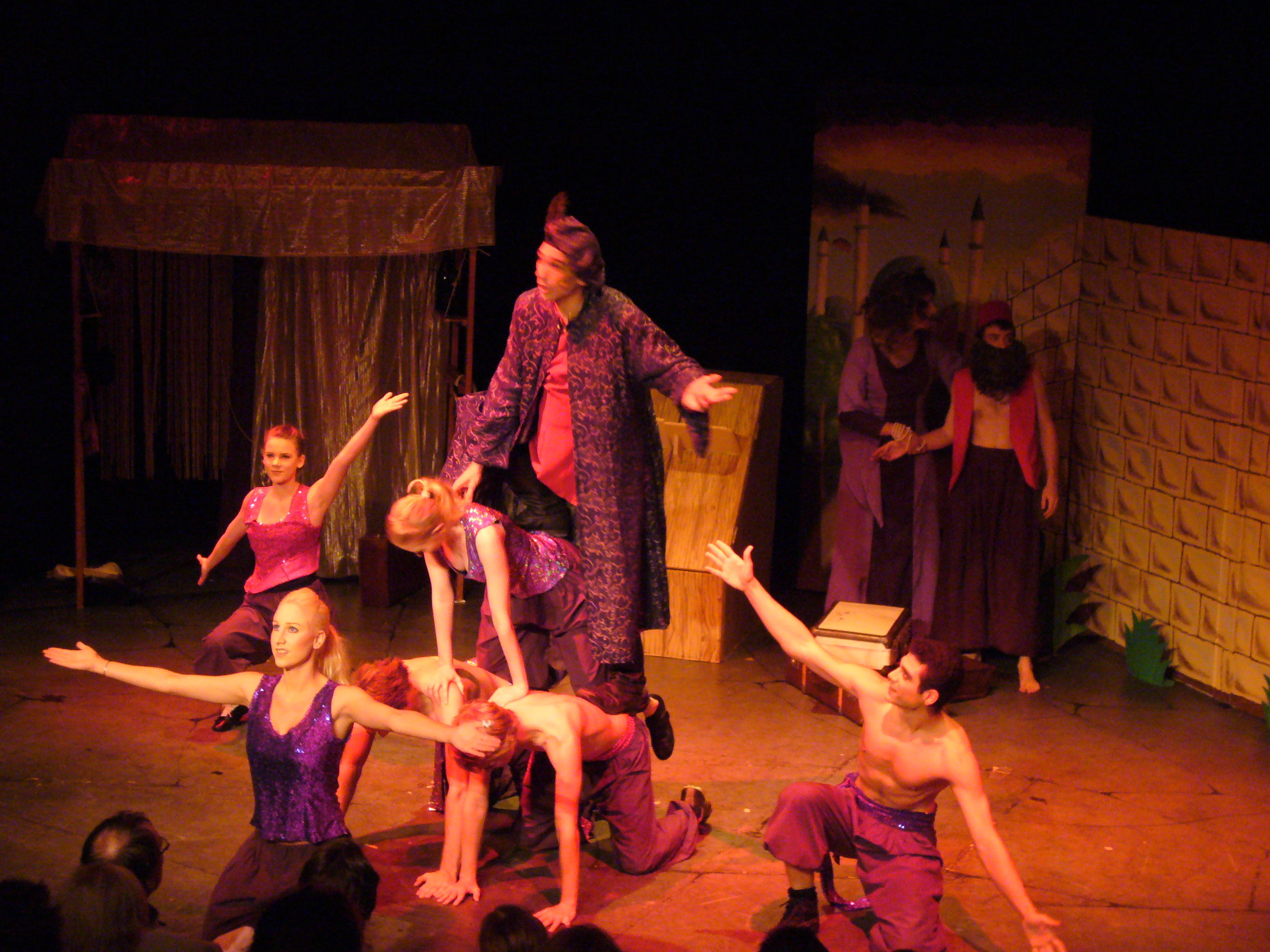
Fysikalen 2006.

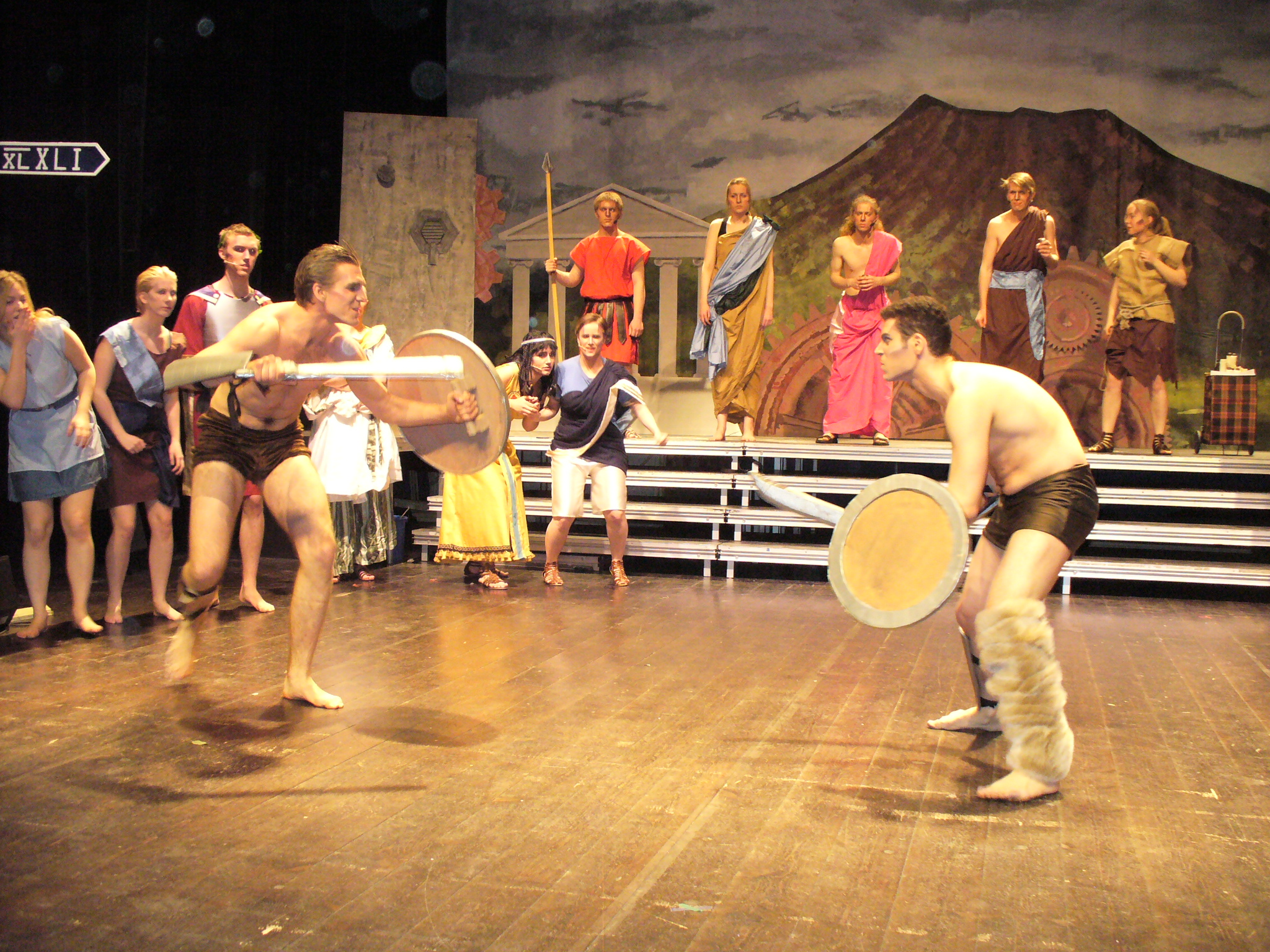
Fysikalen 2010.

Fysikalen, ursprungligen Fysiksektionens jubileumsspex, är en spexorganisation under Fysiksektionen vid Tekniska Högskolans Studentkår i Stockholm. Det har sedan debuten 1982 satt upp en spexproduktion vartannat år på teatrar i centrala Stockholm, däribland Regina, Scalateatern, Södra Teatern, Vasateatern, Boulevardteatern och Dieselverkstaden.
Fysikalen har åkt på turné till städer som Helsingfors, Uppsala, Västerås, Linköping, Kristinehamn och Karlstad.
Några berömda Fysikalenveteraner är operasångaren Gunnar Lundberg d. y., astronauten Christer Fuglesang, företagsledaren Katarina G. Bonde, professor Kimmo Eriksson, professor Nina Wormbs, professor Olle Bälter, skeptikern Jesper Jerkert, IT-entreprenören Mattias Söderhielm, tv-profilen Tore Kullgren, författaren Cecilia Lindemalm, kanslichefen Johan Groth och Teknik-SM-mästarna Gunnar Elvers och Mikael Sterner.
Till skillnad från Tekniska högskolans studentkårs spex, det så kallade Kårspexet, tillät Fysikalen kvinnor på scen inte bara i baletten.

## Historia
Fysikalen har gett följande uppsättningar:
- 1982: Kristina eller Äppelkriget
- 1984: Marie-Antoinette eller Revolutionsschlagerfestivalen
- 1986: Wagner eller En fluga på halsen
- 1988: Ivan III eller A Tsar is Born
- 1990: Shakespeare eller inte Shakespeare, det är frågan
- 1992: Leonardo och därmed pasta!
- 1994: Billy the Kid eller Det lilla buset på prärien
- 1996: Gandhi eller Två år i varje kast
- 1998: Jeanne d'Arc eller En välgrillad fransyska
- 2000: Bellman - the Movitz
- 2002: Echnaton - känd från Tebe
- 2004: Anastasia - den sista tjejtsaren
- 2006: Osman - eller Osams i Bysans
- 2008: Cortés - eller Spex-mex med stark aztekånger
- 2010: Pompeji - eller En obehaglig överaskning
- 2012: Nobel - eller En dynamitgubbe värd sitt pris
- 2014: Kennedy - eller En ny president i sikte
- 2016: Shelley - eller Den där Mary
- 2018: Maria Stuart & Elisabet I - eller Slottsdamer i skottdrama
- 2020: Skattkammarën - eller Myterier och andra skeppsbrott
- 2023: S:t Patrik - eller MISSION: OMÖJLIG
- 2025: Earhart - eller Ett planlöst pilotprojekt

År 1992 sattes Jubileumsfysikalen I upp för att fira Fysikalens tioårsjubileum. Hela spexet, inklusive rollpersoner och repliker, var ett sammelsurium av de fem första spexen, som hade sytts ihop till en gemensam handling med hjälp av mindre bitar nyskrivet material. Motsvarande gjordes för de följande fem spexen år 2001 under namnet 2001 - En spexodyssée, i Jubileumsfysikalen III år 2011 samt i Jubileumsfysikalen IV år 2022.
Manus till Fysikalens spex har i två omgångar utgivits i bokform, den första innehållande Kristina till Shakespeare och den andra innehållande Leonardo till Bellman samt Jubileumsfysikalen I